# Кристиян Якич
Кристиян Якич (хорв. Kristijan Jakić; нар. 14 травня 1997, Спліт) — хорватський футболіст, опорний півзахисник німецького клубу «Айнтрахт» (Франкфурт). На умовах оренди виступає за «Аугсбург».

## Клубна кар'єра
Бувши юнаком із Руновичів, він Розпочав займатись футболом у віці 7 років у клубі «Мрачай» із Руновичів, а 2009 року перейшов до більш відомого клубу «Імотскі», де провів чотири сезони і з яким у 2013 році виграв юнацьку лігу Хорватії. Влітку 2013 року Zrbxf помітили представники вищолігового клубу «Спліт» і забрали до своєї академії.
У грудні 2015 року Якич дебютував у складі першої команди «Спліта» в домашній грі проти «Осієка» (1:1).
У травні 2017 року, після того, як «Спліт» вилетів з вищого дивізіону, Якич перейшов до Загреба і підписав контракт з «Локомотивою». У сезоні 2019/20 він був одним із ключових гравців загребського клубу, який допоміг команді посісти друге місце, завдяки чому команда вперше у своїй історії вийшла до найелітнішого європейського змагання — Ліги чемпіонів.
Після цього 24 липня 2020 року футболіст перейшов до загребського «Динамо». 12 вересня 2020 року він дебютував за команду у перемозі у дербі з «Хайдуком» (2: 1) у дербі на «Полюді». Свій перший гол у футболці «синіх» забив 8 листопада 2020 року у матчі з «Істрою» (5:0). За підсумками дебютного сезону він став з командою чемпіоном та володарем Кубка Хорватії.
30 серпня 2021 року Якич був орендований німецьким клубом «Айнтрахт» (Франкфурт-на-Майні) з можливістю викупу в кінці сезону. 12 вересня у матчі проти «Штутгарта» (1:1) він дебютував у німецькій Бундеслізі, вийшовши на заміну замість Айдина Грустича. 12 грудня в поєдинку проти «Баєра 04» (5:2) Кристиян забив свій перший гол за «Айнтрахт». За підсумками сезону 2021/22 Якич виграв з «Айнтрахтом» Лігу Європи УЄФА, зігравши в тому числі і у фінальному матчі, де на 90 хвилині замінив Себастьяна Роде.

## Кар'єра у збірній
З 2015 року провів сім матчів за збірну Хорватії до 19 років та одну гру за збірну Хорватії до 20 років. Був учасником юнацького (U-19) чемпіонат Європи 2016 року в Німеччині, на якому зіграв у одній грі проти Англії (1:2), а хорвати програвши всі три гри не вийшли в плей-оф.
У квітні 2018 року провів один матч за збірну Хорватії U-20.
8 жовтня 2021 року Якич дебютував за національну збірну Хорватії у відбірковому матчі до чемпіонату світу 2022 року проти збірної Кіпру (1:0), вийшовши на заміну на 84-й хвилині замість Марцело Брозовича.

## Статистика виступів

### Статистика виступів за збірну
Станом на 17 грудня 2022 року
| Дата       | Місто      | Господарі | Результат | Гості    | Турнір                               | Голи | Примітки |
| ---------- | ---------- | --------- | --------- | -------- | ------------------------------------ | ---- | -------- |
| 8-10-2021  | Ларнака    | Кіпр      | 0 – 3     | Хорватія | Відбір до ЧС 2022                    | -    | 84'      |
| 11-11-2021 | Мдіна      | Мальта    | 1 – 7     | Хорватія | Відбір до ЧС 2022                    | -    | 46'      |
| 26-3-2022  | Ер-Раян    | Хорватія  | 1 – 1     | Словенія | товариський матч                     | -    |          |
| 10-6-2022  | Копенгаген | Данія     | 0 – 1     | Хорватія | Ліга націй УЄФА 2022-2023 - 1-й етап | -    | 46'      |
| 17-12-2022 | Ер-Раян    | Хорватія  | 2 – 1     | Марокко  | ЧС 2022 - матч за 3-тє місце         | -    | 90+5'    |
| Усього     |            | Матчів    | 5         |          | Голів                                | 0    |          |

## Титули та досягнення
- Чемпіон Хорватії (1):

«Динамо» (Загреб): 2020/21
- Володар Кубка Хорватії (1):

«Динамо» (Загреб): 2020/21
- Володар Ліги Європи УЄФА (1):

«Айнтрахт» (Франкфурт): 2021/22
- Бронзовий призер чемпіонату світу: 2022